# Euproctis stirasta
Euproctis stirasta är en fjärilsart som beskrevs av Swinhoe 1893. Euproctis stirasta ingår i släktet Euproctis och familjen tofsspinnare. Inga underarter finns listade i Catalogue of Life.